# 2607 Якутія
2607 Якутія (2607 Yakutia) — астероїд головного поясу, відкритий 14 липня 1977 року.
Тіссеранів параметр щодо Юпітера — 3,505.
Названо на честь Республіки Саха (рос. Респу́блика Саха́ (Яку́тия); якут. Саха Республиката) — суб'єкта Російської Федерації, входить до складу Далекосхідного федерального округу.